# Lei Toubon

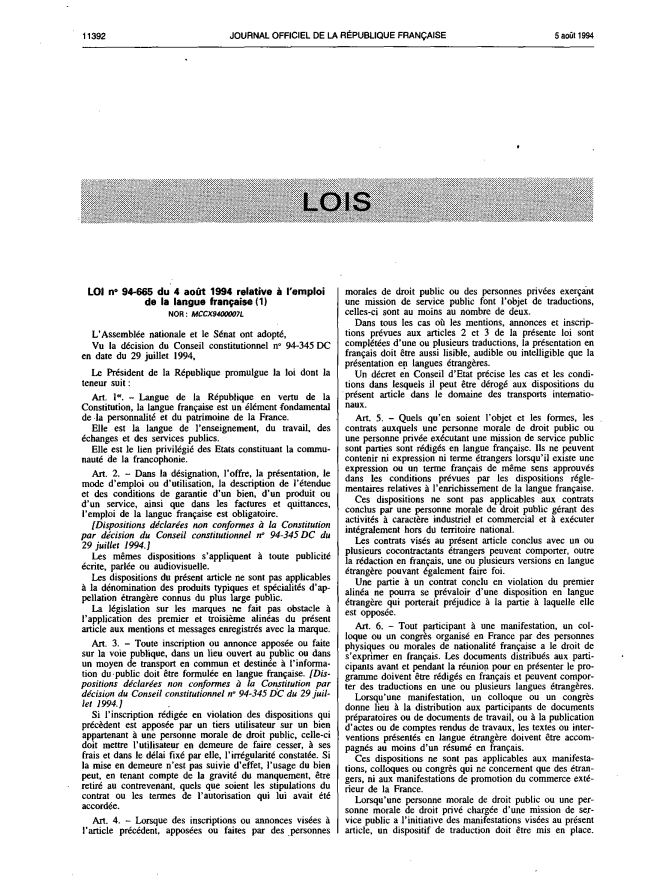
A lei publicada no Diário Oficial da República Francesa.

A lei número 94-665 de 4 de agosto de 1994, sobre o uso da língua francesa (em francês:  loi no  94-665 du 4 août 1994 relative à l'emploi de la langue française), mais conhecida como lei Toubon (loi Toubon), em homenagem a Jacques Toubon, então ministro da Cultura da França na altura, é uma lei francesa que visa proteger o património linguístico francês, cujos objetivos são: o enriquecimento de linguagem, a obrigação de usar a língua francesa, e a defesa do francês como língua da República (artigo 2 da constituição francesa de 1958). A lei visa garantir a primazia do uso dos termos tradicionais francófonos contra os anglicismos.